# Sự áp đặt tiếng Hindi
Sự áp đặt tiếng Hindi (tiếng Anh: Hindi imposition) là một hình thức của chủ nghĩa đế quốc ngôn ngữ, trong đó áp đặt sử dụng tiếng Hindi tại các tiểu bang ở Ấn Độ không sử dụng hoặc không muốn sử dụng tiếng Hindi làm ngôn ngữ khu vực. Thuật ngữ này bắt nguồn từ sự chống đối tiếng Hindi ở Tamil Nadu, nơi đề xuất dạy tiếng Hindi trong các trường học ở tỉnh Madras.
Ý tưởng áp đặt tiếng Hindi hiện đại đã phát triển từ khi tiếng Hindi và tiếng Anh được hiến pháp năm 1950 chỉ định là ngôn ngữ chính thức của Ấn Độ, với lộ trình trong vòng 15 năm sẽ loại bỏ tiếng Anh và tiếng Hindi sẽ là ngôn ngữ chính thức duy nhất.  Tuy nhiên, đến nay, điều đó vẫn chưa được thực hiện.

## Bối cảnh
Ở Ấn Độ vào năm 1951, có khoảng 1.652 ngôn ngữ được sử dụng làm tiếng mẹ đẻ, trong đó 14 ngôn ngữ mẹ đẻ chiếm 87% dân số cả nước (khoảng 450 triệu người lúc đó). Phổ biến nhất là tiếng Hindi, được khoảng 30% dân số Ấn Độ sử dụng. Jawaharlal Nehru  – thủ tướng Ấn Độ vào thời điểm đó – coi ngôn ngữ chung là cần thiết do tính đa dạng của ngôn ngữ trên khắp Ấn Độ. Ông cho rằng tiếng Hindustan là lựa chọn tốt nhất, vì nó dễ học và đã được đa số người dân sử dụng, và được cho là có khả năng tạo nên sự thống nhất giữa cộng đồng Hindu và Hồi giáo, trong khi tiếng Anh không phải là một ngôn ngữ khả thi vì các khó khăn trong việc dạy ngoại ngữ này cho hàng triệu người. Do đó, Hiến pháp Ấn Độ đã chỉ định tiếng Hindi và tiếng Anh là ngôn ngữ đồng chính thức, sau đó sẽ loại bỏ dần tiếng Anh trong vòng 15 năm.
Hiến pháp Ấn Độ cũng quy định phải nỗ lực thúc đẩy việc sử dụng tiếng Hindi trong công thức ba ngôn ngữ đã được đề xuất. Trong đó, ngôn ngữ đầu tiên của học sinh sẽ là tiếng mẹ đẻ của họ, ngôn ngữ thứ hai sẽ là tiếng Hindi và ngôn ngữ thứ ba sẽ là tiếng Anh. Đây được mô tả là một gánh nặng học tập khi những người nói tiếng Hindi sẽ chỉ phải học hai ngôn ngữ, trong khi những người khác sẽ phải học ba hoặc có thể bốn ngôn ngữ nếu tiếng mẹ đẻ của họ không phải là ngôn ngữ chính thức ở bang đó. Nehru cũng gợi ý rằng cần nỗ lực đơn giản hóa số lượng ngôn ngữ được sử dụng bằng cách tích hợp các biến thể của tiếng Hindi thành một ngôn ngữ duy nhất và tạo một hệ thống chữ viết cho tiếng Kannada, tiếng Malayalam, tiếng Tamil và tiếng Telugu.

## Luận cứ

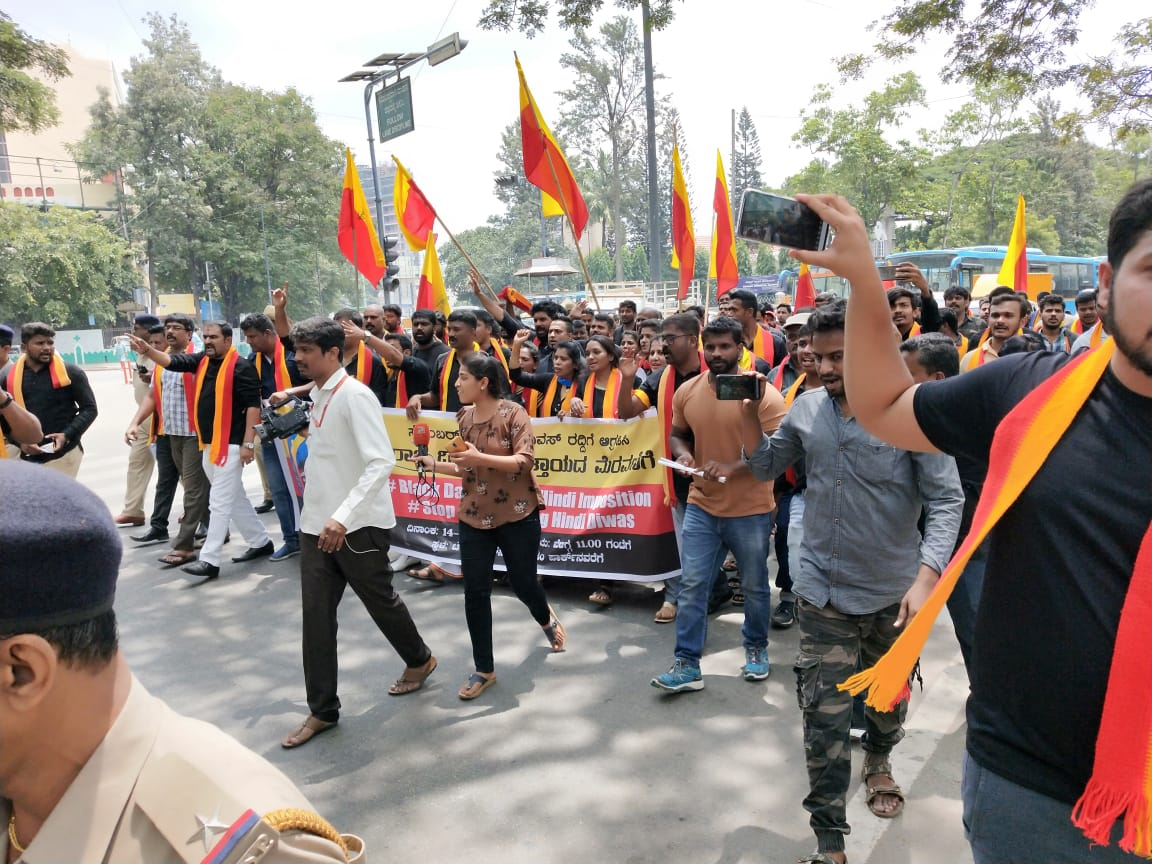
Những người tuần hành phản đối lễ kỷ niệm Ngày tiếng Hindi, vào ngày 14 tháng 9 năm 2019 tại Bengaluru, Karnataka.

Sự áp đặt tiếng Hindi hiện đại đã được sử dụng như một công cụ chính trị, nhiều người ủng hộ việc sử dụng tiếng Hindi như ngôn ngữ duy nhất của Ấn Độ với những lập luận khác nhau, trong khi nhiều người khác phản đối điều này. Thuật ngữ "Một quốc gia, Một ngôn ngữ" đã nhiều lần được sử dụng để biện minh cho việc áp đặt tiếng Hindi.

### Tính đồng nhất
Có ý kiến cho rằng việc sử dụng tiếng Hindi làm ngôn ngữ quốc gia có thể đoàn kết toàn dân và có thể được sử dụng làm phương tiện liên lạc chính thức ở Ấn Độ. Người dân các tiểu bang miền Nam cho rằng việc sử dụng hai ngôn ngữ khác nhau làm ngôn ngữ chính thức là không cần thiết khi chỉ có thể sử dụng một ngôn ngữ.

## Tác động
Các chính trị gia nỗ lực thực hiện việc áp đặt tiếng Hindi đã bị chỉ trích mạnh mẽ trên các phương tiện truyền thông, đề xuất của họ bị đánh giá là xem những người không nói tiếng Hindi là công dân hạng hai.
Để phản đối những nỗ lực áp đặt tiếng Hindi này, một nông dân 85 tuổi ở Salem, Tamil Nadu đã tự sát, phản đối việc ép buộc học tiếng Hindi sẽ gây bất lợi nặng nề cho học sinh.

## Biện pháp đề xuất
M. K. Stalin - Thủ hiến bang Tamil Nadu và Pinarayi Vijayan - Thủ hiến bang Kerala, đều yêu cầu tất cả các ngôn ngữ được liệt kê trong Phụ lục thứ tám của Hiến pháp phải được đối xử bình đẳng. Vijayan đã tuyên bố cụ thể rằng bài thi cho các kỳ thi tiêu chuẩn phải được chuẩn bị bằng tất cả các ngôn ngữ, trong khi Stalin thúc giục chính phủ Ấn Độ thúc đẩy tất cả các ngôn ngữ và duy trì cơ hội giáo dục cũng như việc làm bình đẳng cho người dân nói tất cả các ngôn ngữ khác nhau.